# Juli Severià
Juli Severià (en llatí Julius Severianus) va ser un retòric romà que va florir sota l'emperador Hadrià.
Era l'autor d'un tractat titulat Syntomata s. Praccepta Artis Rhetoricae, que apareix a "Antiqui Rhetores Latini" de F. Pithou, publicat a París el 1599. Aquesta obra abans havia estat publicada a Colònia el 1569 per Sextus Pompa, amb el nom Auli Cornelii Celsi de Arte dicendi Libellus, però tot i aquest nom, l'autor va ser Severià i no Aule Corneli Cels.